# Anonyx pacifica
Anonyx pacifica är en kräftdjursart. Anonyx pacifica ingår i släktet Anonyx och familjen Uristidae. Inga underarter finns listade i Catalogue of Life.